# Siergiej Szestakow
Siergiej Nikołajewicz Szestakow (ru.: Сергей Николаевич Шестаков) (ur. 30 października 1961 w Stawropolu) to były rosyjski trener i piłkarz występujący na pozycji pomocnika. Jest wychowankiem Dinama Stawropol. Występował także w takich klubach jak Daugava Ryga, Legia Warszawa i Łada Togliatti. Po zakończeniu kariery piłkarskiej zajął się pracą szkoleniową. Zaczynał jako asystent szkoleniowca Dinama Stawropol. Taką samą funkcję pełnił także w KAMAZ Nabierieżnyje Czełny. Szamodzielnie prowadził Biesztau Lermontow, Żemczużynę Budionnowsk i Titana Klin. Jego syn, Kiriłł Szestakow, także jest piłkarzem i występuje obecnie w klubie FK Stawropol.